# Cieszanów
Cieszanów – miasto w woj. podkarpackim, w powiecie lubaczowskim, siedziba gminy miejsko-wiejskiej Cieszanów. Położony na Płaskowyżu Tarnogrodzkim, nad rzeką Brusienką. Leży w dawnej ziemi bełskiej.
Według danych GUS z 1 stycznia 2024 r. miasto liczyło 1815 mieszkańców, będąc 47. najludniejszym miastem w województwie.
Miejscowość jest siedzibą dekanatu Cieszanów i parafii św. Wojciecha.

## Historia

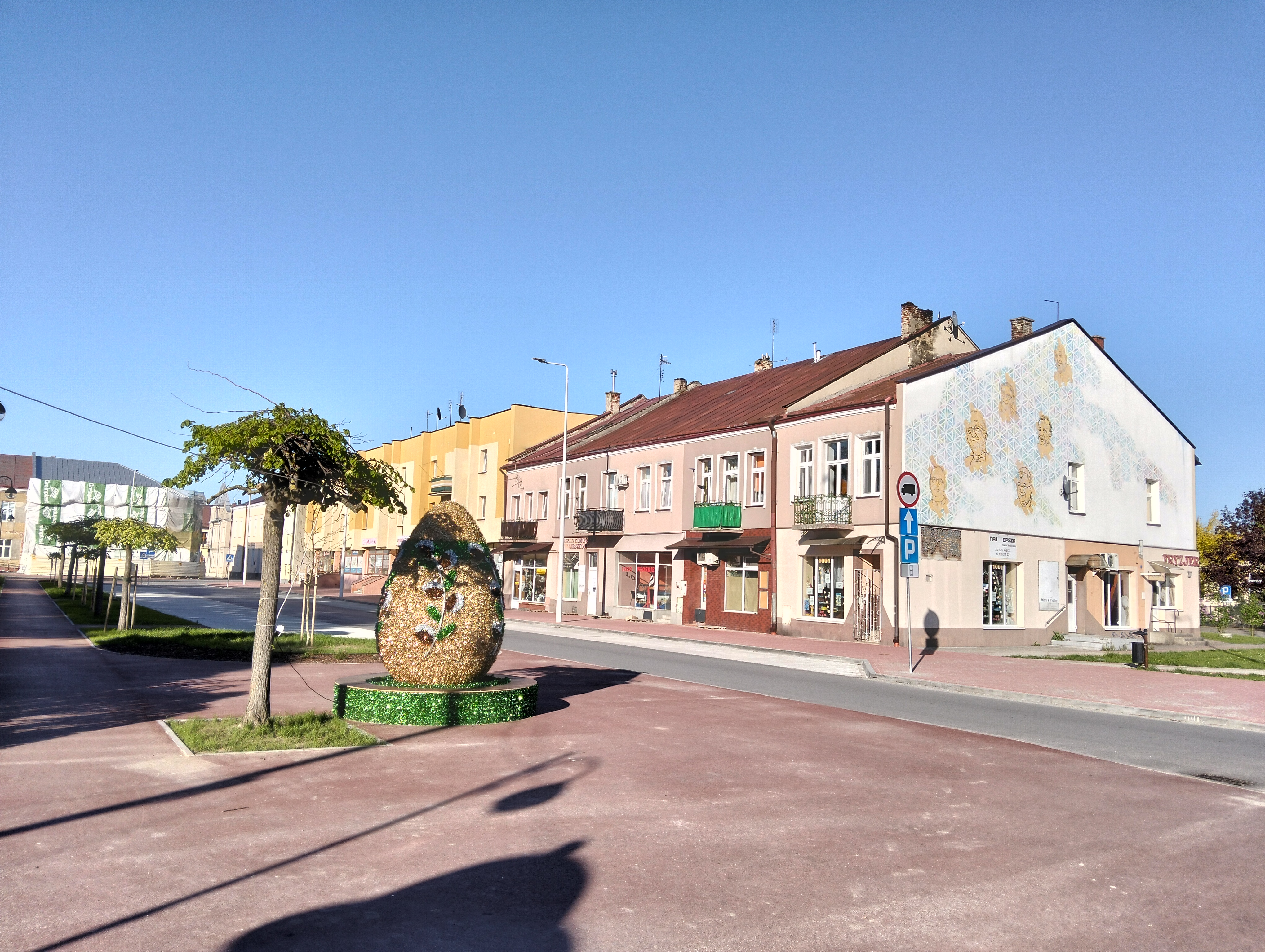
Fragment Rynku

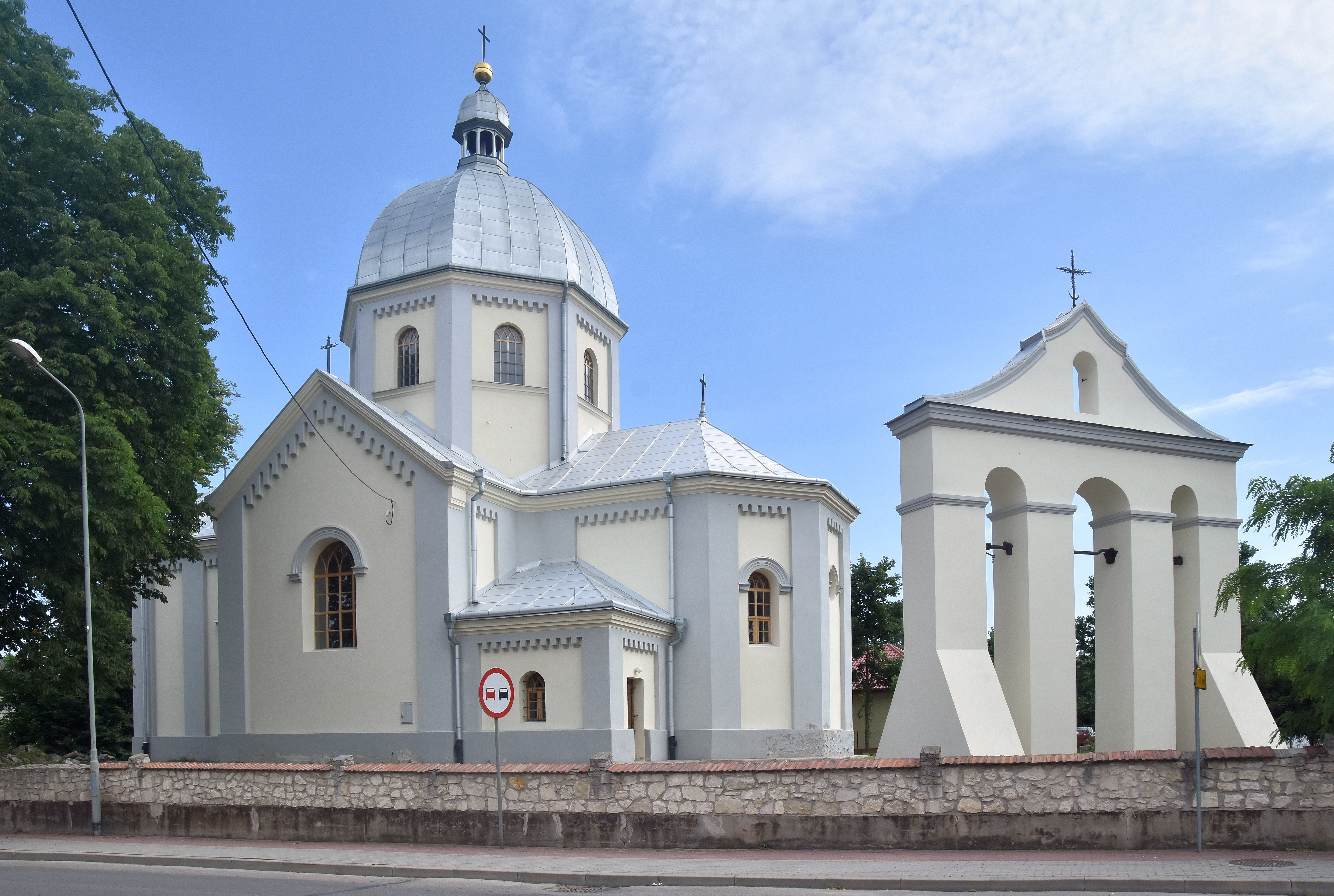
Cerkiew św. Jerzego

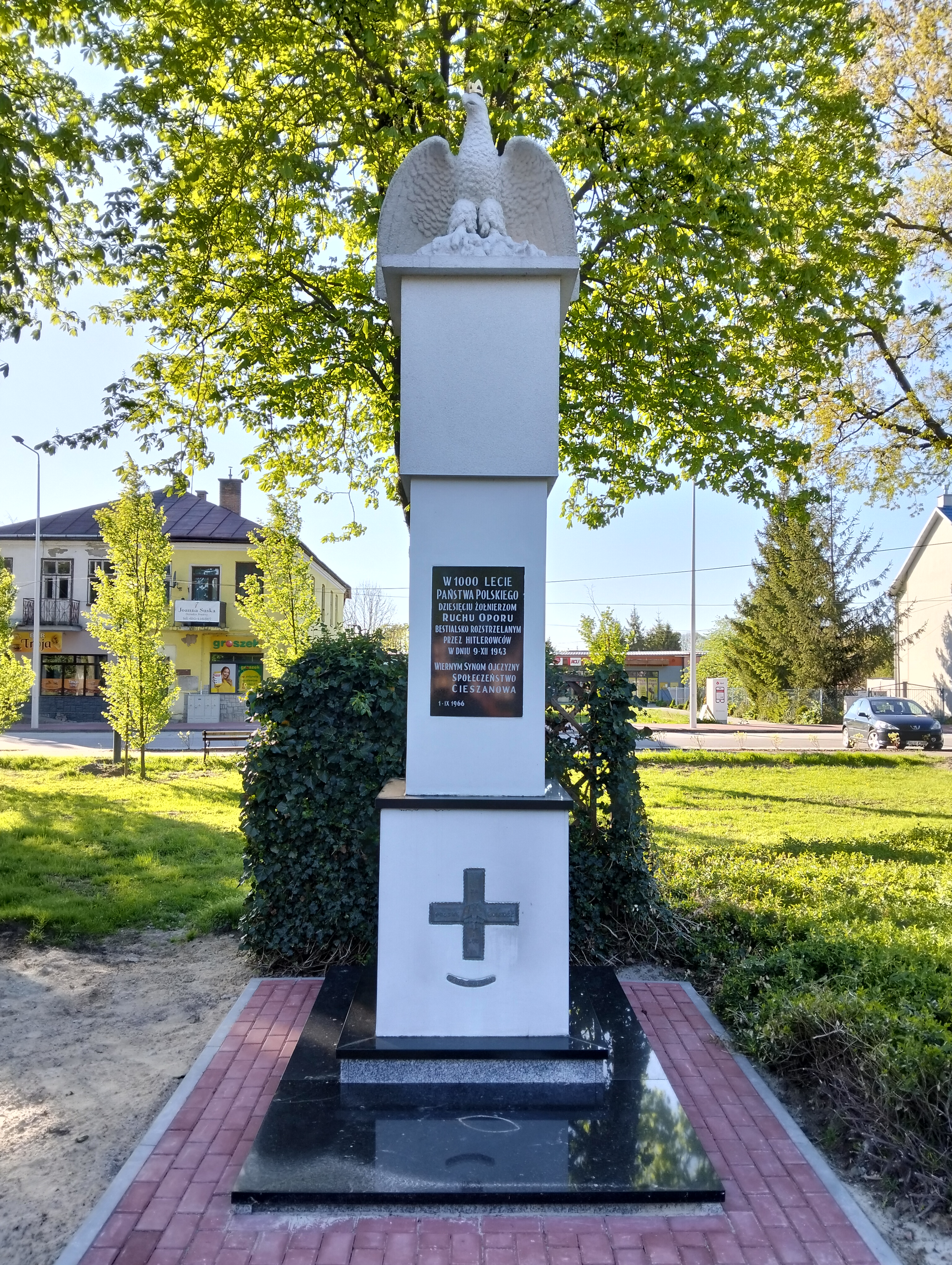
Pomnik Pamięci z 1966

Cieszanów uzyskał prawa miejskie 14 maja 1590 dzięki staraniom Stanisława Cieszanowskiego, herbu Jelita, starosty samborskiego. W 1672 hetman wielki koronny Jan Sobieski pod Cieszanowem stoczył zwycięską potyczkę z Tatarami. Miasto jest ośrodkiem handlowo-usługowym, znajduje się tu kościół z XIX wieku.
Od 1867 do końca 1922 miasto było siedzibą urzędu starostwa powiatu cieszanowskiego. W 1909 roku liczba ludności powiatowego miasta Cieszanowa, wynosiła 3232 osoby. Po I wojnie światowej w 1921 roku – 2282 osób, do liczby 3600 mieszkańców w 1939 roku.
W latach dwudziestych XX wieku w Cieszanowie powstał Związek Strzelecki. O zawiązaniu oddziału z ukonstytuowanym zarządem starostwo lubaczowskie poinformował Zarząd Główny ZS 9 lutego 1931 r..
12 września 1939 roku miasto zajęły wojska niemieckie. Cieszanów został przekazany Armii Czerwonej, 28 września 1939 roku po ustaleniu linii demarkacyjnej został włączony pod okupację niemiecką. Podczas okupacji hitlerowskiej, w marcu 1942 roku Niemcy utworzyli getto dla żydowskich mieszkańców. Przebywało w nim około 5000 Żydów. W sierpniu 1942 roku zostali wywiezieni do obozu zagłady w Bełżcu, część została zamordowana w Wierzbicy.
W latach 1939–1947 nacjonaliści ukraińscy z OUN-UPA zamordowali w mieście lub w jego pobliżu 65 Polaków, w tym 45 w dniu 3 maja 1944, kiedy to miasto zostało zaatakowane i częściowo spalone przez kureń UPA Iwana Szpontaka. W nocy z 3 na 4 maja 1944 r. zamordowano 45 mieszkańców Cieszanowa. Spalono 90% zabudowań miasta. Sotnia Ukraińskiej Powstańczej Armii (UPA) dowodzona przez Iwana Szpontaka „Zalizniaka” wkroczyła do opustoszałego Cieszanowa dokonując licznych podpaleń. Mordowano głównie przedstawicieli narodowości polskiej. Pamięć o tym wydarzeniu jest kultywowana przez społeczność lokalną Cieszanowa. Został temu poświęcony film dokumentalny.
W Cieszanowie już 1 sierpnia 1944 roku ukonstytuowała się z inicjatywy przedwojennych członków cieszanowskiej Rady Miejskiej oraz komendanta cieszanowskiej placówki AK ppor. Franciszka Szajowskiego ps. Kruk samorzutnie Miejska Rada Narodowa (MRN). Na jej czele stanął Paweł Lisowski, który od 7 sierpnia pełnił również funkcję burmistrza miasta. Cieszanów wszedł w skład powiatu lubaczowskiego w województwie rzeszowskim. W 1945 roku burmistrzem miasta został Jan Kopf, a przewodniczącym Miejskiej Rady Narodowej Jerzy Cwynar. W ramach usuwania osób związanych w podziemiem antykomunistycznym ze struktur administracji i na skutek powstania w Cieszanowie komórek PPR i PPS w 1947 roku funkcję burmistrza objął Michał Kotowicz, a przewodniczącym Rady został Antoni Piotrowski.
W latach 1975–1998 miasto administracyjnie należało do woj. przemyskiego.

## Transport
Miasto znajduje się na skrzyżowaniu dwóch dróg wojewódzkich:
- 865 – relacji Jarosław – Bełżec
- 863 – relacji Kopki – Tarnogród – Cieszanów.

## Kultura
Formą promocji miasta jest organizowany od 2010 roku „Cieszanów Rock Festiwal”.

## Demografia

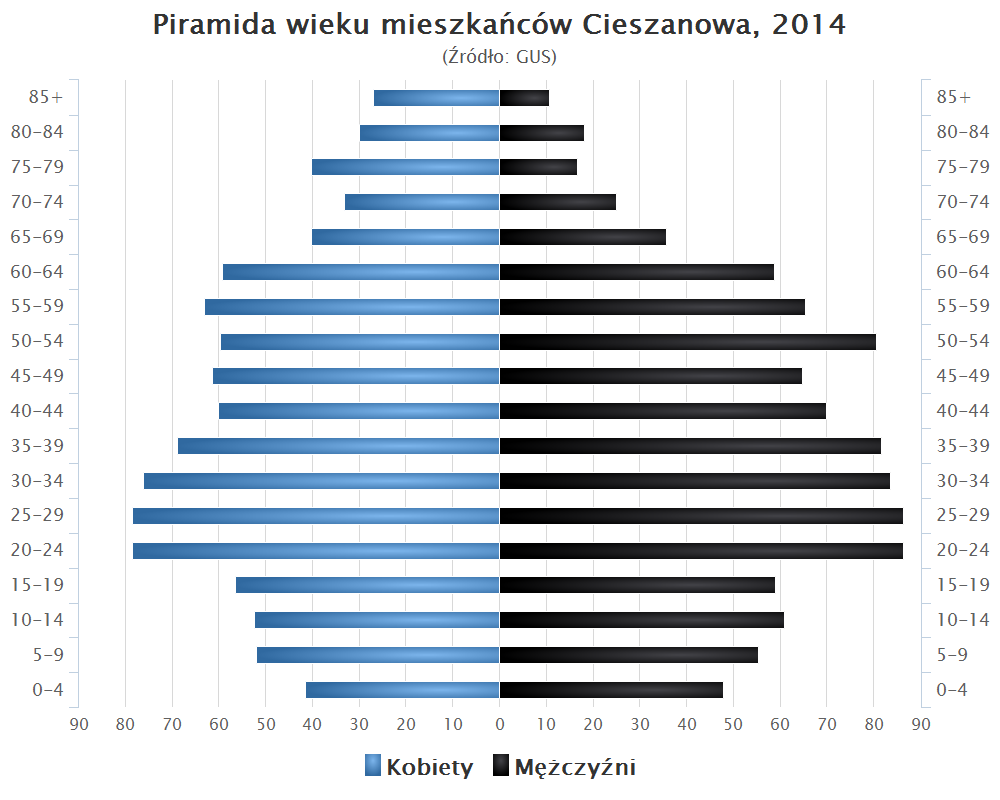
Piramida wieku mieszkańców Cieszanowa w 2014 roku

## Miasta partnerskie
- Kaluža[potrzebny przypis]
- Capannoli[potrzebny przypis]
- Żółkiew[potrzebny przypis]
- Diósd[potrzebny przypis]
- Argenbühl[potrzebny przypis]